# That's Him
That's Him er en amerikansk stumfilm fra 1918 af Gilbert Pratt.

## Medvirkende
- Harold Lloyd
- Snub Pollard
- Bebe Daniels
- Lige Conley
- William Gillespie
- Helen Gilmore
- Lew Harvey
- Gus Leonard
- Marie Mosquini
- James Parrott
- Charles Stevenson